# Кухня Макао
Кухня Макао — совокупность кулинарных традиций, характерных для Макао. Представляет собой смесь кантонской и португальской кухонь со значительным влиянием стран Юго-Восточной Азии и лузофонного мира. Так, многие блюда этой кухни появились в результате попыток семей португальских моряков и поселенцев готовить европейские кушанья из местных продуктов и специй.
К обычным методам приготовления пищи в кухне Макао относятся выпечка, обжарка и гриль. Популярные блюда, заимствованные из португальской кухни — бакальяу и паштел-де-ната. С другой стороны, распространенные в Макао «курица по-португальски» или «португальский соус» на самом деле не встречаются в традиционной португальской кухне.
Местное влияние прослеживается в применении в кулинарии папайи, свиных ушей, кокосового молока. Из специй распространены корица и куркума длинная.
Одна из местных традиций, особенно характерная для семей потомков португальских поселенцев — так называемый Cha Gordo, в переводе «толстый чай». Это чаепитие со сладостями и закусками, схожее с английским послеобеденным чаем. Обычно устраивается по торжественным случаям, например, свадьбы, крестины или дни рождения, но в некоторых семьях на регулярной основе.